# Levantamiento de Tarapacá (1867)
El Levantamiento de Tarapacá de 1867 fue una sublevación, dirigida por Ramón Castilla, cuyo objetivo fue evitar la derogación de la Constitución moderada de 1860. El anciano caudillo desembarcó en Pisagua y se dirigió por tierra a Arica, cuando la muerte lo sorprendió en el trayecto, el 30 de mayo de 1867.

## Antecedentes
Mariano Ignacio Prado había derrocado al presidente Juan Antonio Pezet en 1865, debido a su débil respuesta a la amenaza española. Se proclamó Dictador y enfrentó a los españoles victoriosamente, junto a Chile, Bolivia y Ecuador, en la acción del 2 de mayo de 1866.
Al finalizar la guerra, Prado buscó legitimar su gobierno. Por ello, el 28 de julio de 1866 emitió un decreto, convocando a elecciones para elegir un Presidente y un Congreso Constituyente. Los comicios se realizaron en octubre de 1866, con la candidatura de Prado, que resultó elegido. El 15 de febrero de 1867, se instaló la Constituyente, de mayoría liberal. Ese mismo día, Prado renunció a su título de Dictador, siendo nombrado Presidente provisorio, hasta que se proclamara al Presidente constitucional elegido el año anterior. Sin embargo, el ganador de esas elecciones era el mismo Prado, resultando todo el proceso constitucionalmente cuestionable.
Por otro lado, el Congreso Constituyente se dedicó a redactar una nueva constitución. Esto generó gran descontento en la población, por lo que el anciano mariscal Ramón Castilla decidió volver al Perú para defender la constitución de 1860.

## El levantamiento
En el destierro en Chile, Castilla preparó una expedición para restaurar el imperio de la carta magna de 1860. El ya veterano mariscal se embarcó en la Limeña rumbo al Perú. Toco tierra en Pisagua, donde fue informado que Arica se había levantado contra la dictadura y que lo esperaban para que encabezara dicho movimiento. En el camino desértico, en la pampa del Tamarugal enfermó y recayó en el asma, le atacó el soroche, tuvo fiebre alta y sufrió inmensos dolores, pero aun así siguió al frente de la tropa.
El 30 de mayo de 1867, cerca a Tiviliche, en el valle homónimo, el anciano mariscal falleció, débil y al frente de su tropa. Sus últimas palabras fueron «Un mes más de vida Señor y haré la felicidad de mi patria, sólo unos días más».

## Epílogo
La muerte de Ramón Castilla causó profunda consternación en todo el país. El Congreso aprobó una ley para que el gobierno se encargara de todos los arreglos para los funerales de Castilla, realizados en Lima. Prado ordenó erigir un mausoleo con la inscripción «El Perú al Gran Mariscal Ramón Castilla». Su viuda, Francisca Diez Canseco, recibió una pensión, como si su marido hubiera muerto en guarnición.
La sublevación de Castilla dejó encendida la chispa revolucionaria, que concluiría con revolución constitucional de 1867.